# Kerkhofkapel (Guigoven)
De Kerkhofkapel is een kapel op het kerkhof van Guigoven, dat is gelegen aan de Kasteelstraat.

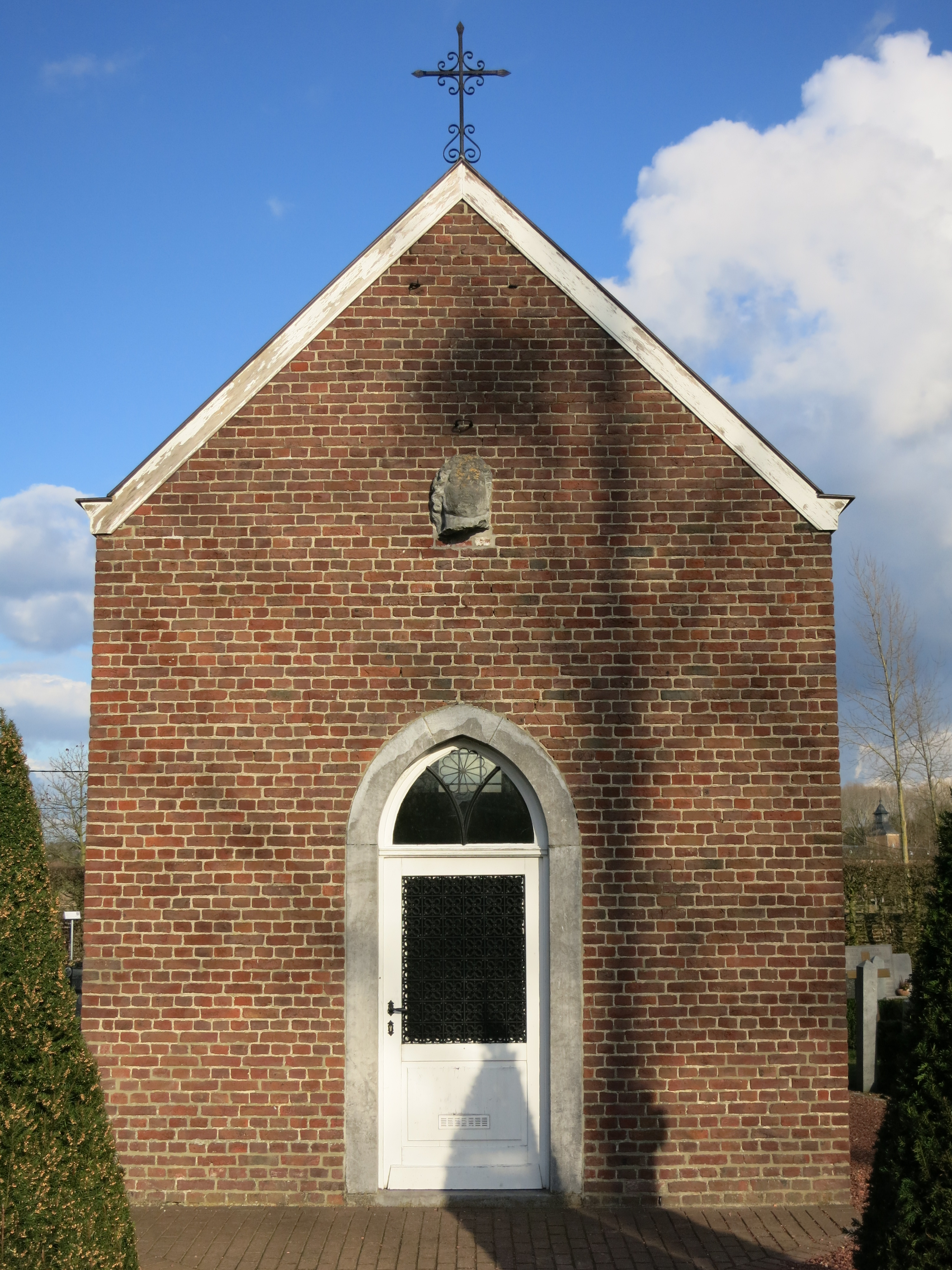

De kapel werd in 1880 opgericht op de plaats van het koor van de bouwvallige, vroegere dorpskerk, die dateerde van rond 1200. De oude kerk waarrond vroeger de dorpskom lag, werd afgebroken en vanaf 1850 werd er meer westwaarts een nieuwe kerk gebouwd en verschoof ook de dorpskom,  zie Sint-Quintinuskerk.
Het eenvoudige, neogotische, bakstenen gebouwtje bevat een aantal oude grafstenen en grafkruisen, afkomstig uit de oude kerk. Het betreft grafmonumenten voor diverse Heren en Vrouwen van Guigoven. Het betreft Hendrik van Guigoven († 1346), Jan van Printhagen († 1519) en zijn twee echtgenotes: Catharina van Grevenbroek en Clara van Stevoort. Ook: Clara van Printhagen († 1623), François-Théodore de Blanckart († 1653) en Maria van Cortenbach († 1624). Voorts nog enkele 17e- en 18e-eeuwse grafkruisen, onder meer van enkele pastoors.
Buiten de kapel zijn nog de overblijfsels te vinden van de grafstenen van Jan van Opleeuw († 1296) en Anna van Guigoven (ongeveer 1500).
Boven de ingang is er een stenen kop ingemetseld, mogelijk een Apollokop van Romeinse oorsprong, afkomstig uit de vroegere, afgebroken parochiekerk. Volgens de overlevering bestond er tot in de 19e eeuw een gebruik waarbij communicanten stenen naar dat afgodsbeeld gooiden om het heidendom af te zweren. 

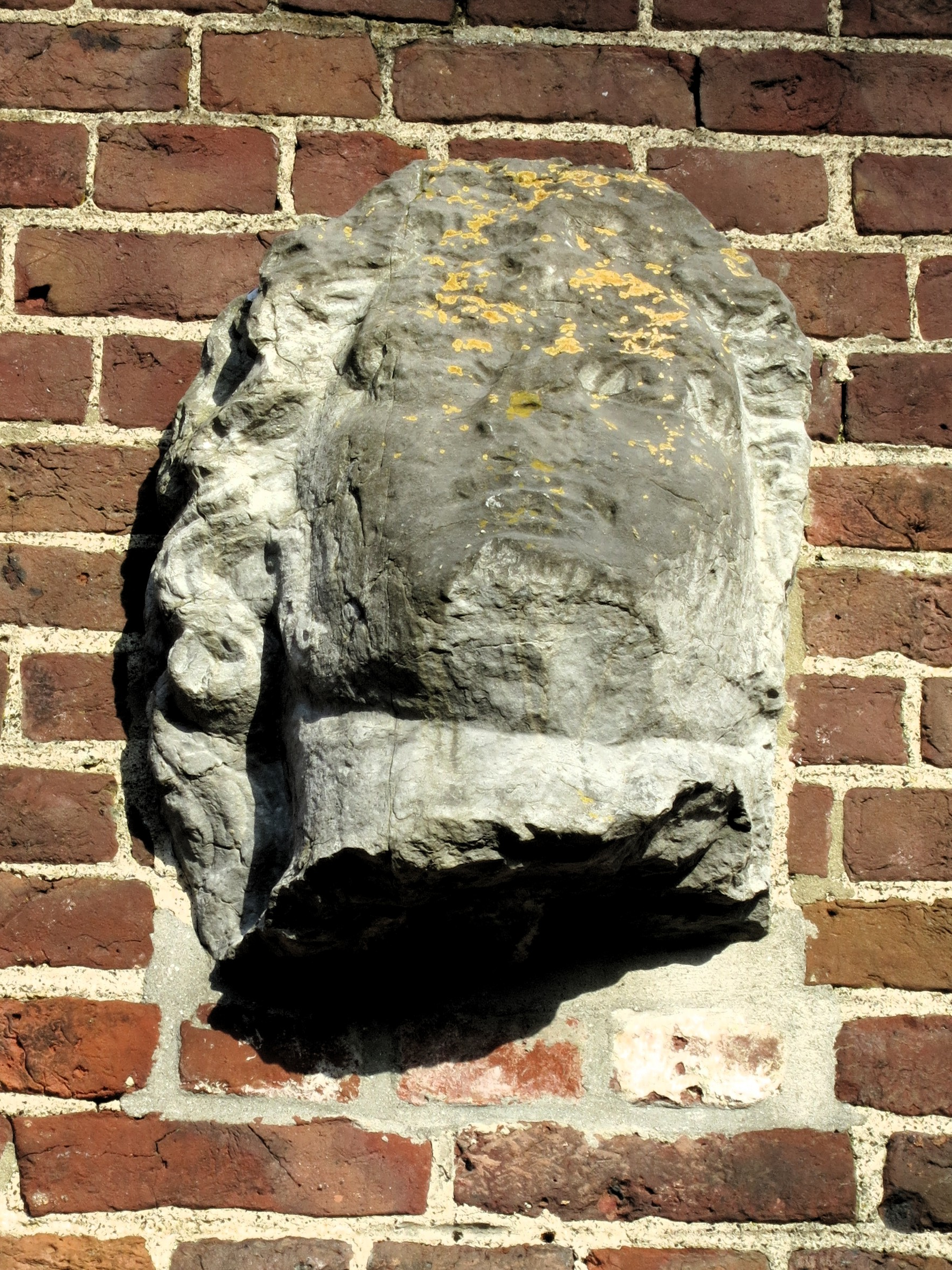
Kop van godheid in voorgevel